# مارکو دیتگن
مارکو دیتگن (انگلیسی: Marco Dittgen؛ زادهٔ ۱۹ اوت ۱۹۷۴) بازیکن فوتبال اهل آلمان است.
از باشگاه‌هایی که در آن بازی کرده‌است می‌توان به باشگاه فوتبال پالرمو، باشگاه فوتبال دینامو درسدن، باشگاه فوتبال سنت گالن، باشگاه فوتبال لوکوموتیو لایپزیگ، باشگاه فوتبال کایزرسلاوترن، باشگاه ورزشی یانگ بویز برن، باشگاه فوتبال قوت-وایس ارفورت، و باشگاه فوتبال کمنیتس اشاره کرد.